# 山东金石保存所
山东金石保存所是1909年创办山东省图书馆时附设的博物馆，是山东历史上，由地方政府创办的第一个博物馆性质的设施。
1937年抗日战争全面爆发后，文物迁移至曲阜孔府、四川乐山保存。1954年，山东省博物馆成立。从四川乐山运回的文物成为其早期藏品。因此，保存所亦被视为山东省博物馆的前身之一。

## 历史
1909年1月25日，山東巡撫袁樹勛上《奏东省创设图书馆并附设金石保存所以开民智而保国粹折》，2月20日，获清政府批准。山东省图书馆及附设的山东金石保存所在济南市历下区，时称遐园，建筑今大都不存。
保存所在建所之初，明确任务是“凡本省新出土之品与旧拓精本，博访兼收”，业已征集山东全省各县的石刻拓本。其后，山东省查扣、出土的金石文物都悉数归藏于此。保存所为山东金石文物保护作出贡献。
1929年，王献唐任山东省立图书馆馆长后，着意搜集文物，扩充馆藏。1937年时，保存所藏品达到17000余件，开辟汉画堂、罗泉楼、抱璧堂、碑龛等展室。
1937年7月，抗日战争全面爆发前夕，故宫博物院、中央研究院歷史語言研究所等国立文化机构与诸多高校，奉命南迁。山東省政府教育厅决定将山东省图书馆及金石保存所的精品文物南迁至南京國立中央博物院保存。馆长王献唐则选择由曲阜孔府保存:49。
1937年10月12日，向山东省教育厅报备后，山东省立图书馆开始第一批文物南运。此前，图书馆向山东省政府请求拨发南迁文物车辆与搬迁经费。省主席韓復榘批复“不理”。后得众多人士鼎力相助，文物南迁才得以完成:63。
1937年10月12日至12月19日，三十一箱文物分三批运抵曲阜孔府。12月，馆长王献唐决定文物继续南迁，选择第一次运抵孔府的十箱文物中的一半精品，装为五箱。剩余二十六箱仍寄存孔府。王献唐与孔德成约定，若国亡，寄存的古籍文物，归孔府所有，若光复，寄存的古籍文物，则归还省图。12月27日，王献唐与编藏部主任屈萬里、工友李义贵携带五箱文物继续南下至汉口:49。
1938年1月19日，古籍文物将由太古渝公司转运至四川。王献唐、屈萬里、李义贵三人从汉口乘船出发，2月4日抵达万县。4月上旬，古籍文物运抵。此前，王献唐预备投奔的国立山东大学已奉命解散。三人在万县停留八个月。8月，王献唐接受黄炎培建议和帮助，经教育部批准，将古籍文物运至国立武汉大学所在的乐山县保存:49—50。
1938年8月24日，五箱文物运抵乐山。选择乐山大佛一侧的崖洞保存。因生计之故，屈万里在1939年5月，王献唐在1940年3月，不得不离开万县。此后，一直由李义贵一人守护文物:51。
1945年8月，日本投降，抗战胜利。其后，王献唐为寄存在曲阜孔府，四川乐山的文物，多次与山东省教育厅磋商。1947年6月，寄存曲阜孔府的文物运抵南京，暂存國立中央博物院内。10月，王献唐返回济南，仍任山东省立图书馆馆长:52。
1949年12月，新政府根据王献唐提供的信息，将寄存南京的文物迁回山东济南，由山东古代文物管理委员会（古管会）收藏。1950年12月25日，四川乐山的文物经由北京运回济南:52。经文化部批准，交由古管会收藏。同年12月底，王献唐、李义贵因保护文物的贡献，进入古管会工作。1951年1月，古管会在济南举办“四川运回古物展览”:52。
1953年2月，古管会改称山东省人民政府文物管理委员会（文管会）。同年，文管会参与筹建山东省博物馆。南迁文物即移交给山东省博物馆。南迁文物中的珍品、济南广智院的部分展品以及古管会和历年搜集的文物，成为日后山东省博物馆的藏品基础。